# Attaque de nuit à Târgoviște
 (mai 2022).
Si vous disposez d'ouvrages ou d'articles de référence ou si vous connaissez des sites web de qualité traitant du thème abordé ici, merci de compléter l'article en donnant les références utiles à sa vérifiabilité et en les liant à la section « Notes et références ».
L’attaque de Târgovişte
L'Attaque de nuit est un combat livré dans la nuit du 17 au 18 juin 1462 près de Târgovişte entre les forces de Vlad III l'Empaleur, prince de Valachie, et celles du sultan ottoman Mehmed II.
La cause première de l'expédition de Valachie de Mehmed II est la rébellion de Vlad Tepes, qui s'est vu attribuer le titre de Voïvode de Valachie par le sultan en 1456,. Il est notamment connu pour faire empaler ses victimes et festoyer pendant qu'elles souffrent. 
Mehmed se prépare donc à une expédition d'été pour punir Vlad et placer son frère Radu à sa place sur le trône de Valachie. Sachant que les armées valaques allaient procéder à une tactique de guérilla, il préfère les milices Akindji (cavalerie légère de raid) aux Sipahis, plutôt utilisés durant les batailles rangées.
Les forces de Tepes attaquent le campement turc pendant la nuit dans le but de tuer le sultan mais n'arrivent pas à le trouver (ils entrent dans les tentes de Sadrâzam et Ishak Paşa, mais y tuent plus de chameaux que de soldats ottomans). Malgré la grande confusion et l'immense panique qu'ils créent, les troupes ottomanes arrivent à se réorganiser. S'ensuit une bataille sanglante jusqu'au matin, où Vlad fuit,,,.
Vlad Tepes, malgré son immense dévouement lors de la bataille, fut obligé de fuir en Moldavie, puis en Hongrie, où il sera emprisonné,. Les troupes valaques se désorganisent, et présentent entre 5 000 et 7 000 morts .
Après la victoire, les troupes ottomanes, sous Mihaloğlu Ali bey et Turahanoğlu Ömer bey, poursuivent pendant 40 jours les troupes valaques. Ils tuent 3000 d'entre eux et en prennent 3000 en otage.
L'armée ottomane marche ensuite sur Târgovişte, la capitale valaque, et trouve la ville abandonnée ainsi que 20 000 ottomans empalés. Démoralisé, on raconte que le sultan s'était mit à prier devant cette horreur. Par la suite, Mehmed place Radu III le Beau à la tête de l'état et passe l'été en Valachie, avant de repartir pour Istanbul, en laissant Ali bey et ses Akindjis sur place.